# Caga-sebinho-de-penacho
Tiraninho-pigmeu-de-capacete, sebinho-de-penacho ou caga-sebinho-de-penacho (Lophotriccus galeatus) é uma espécie de ave da família Tyrannidae.
Pode ser encontrada nos seguintes países: Brasil, Colômbia, Guiana Francesa, Guiana, Peru, Suriname e Venezuela.
Os seus habitats naturais são: florestas subtropicais ou tropicais húmidas de baixa altitude e florestas secundárias altamente degradadas.